# 아황산염

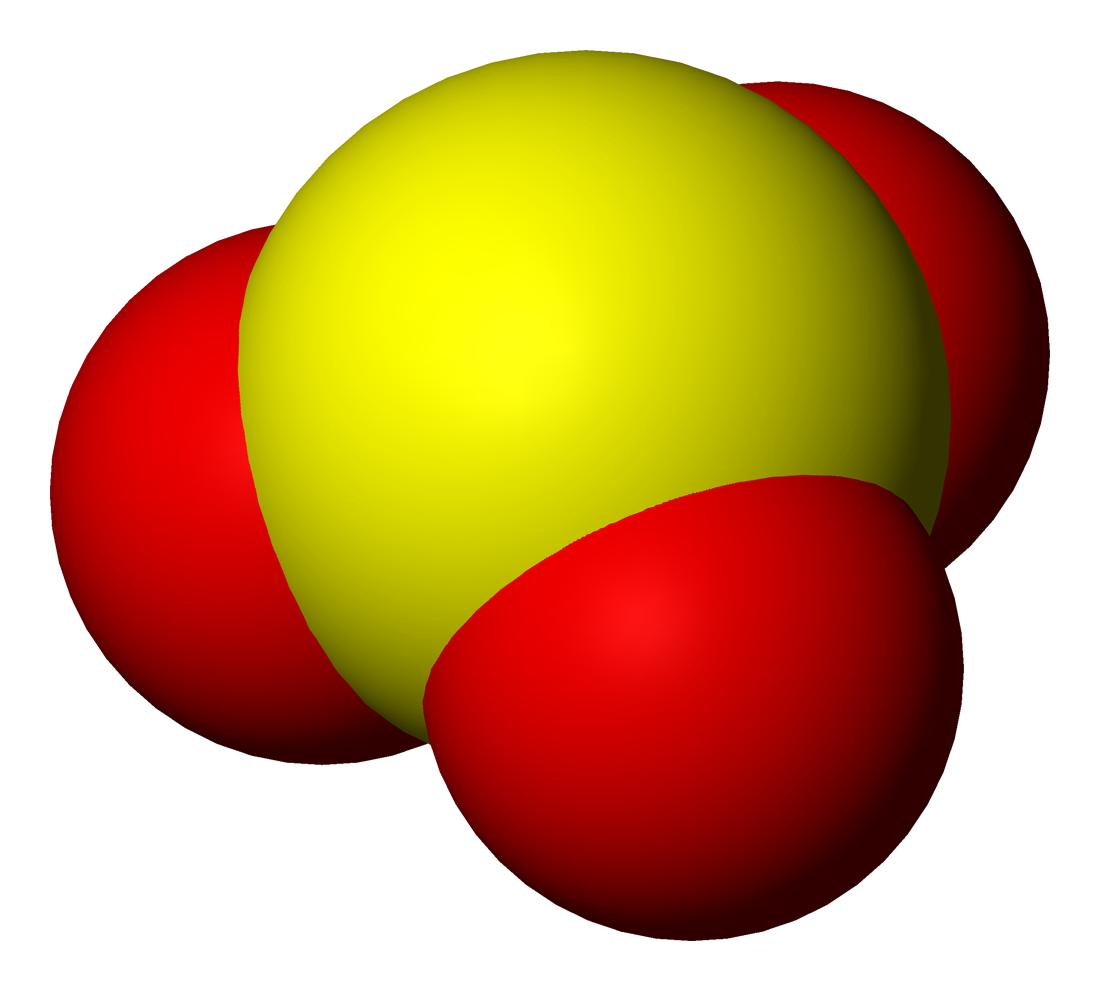
아황산염 음이온의 공간충전모형.

아황산염(亞黃酸鹽, sulfites, sulphites)은 아황산염 이온 SO2−
3을 포함하는 화합물이다. 아황산염 이온은 중아황산염의 짝염기이다. 산(아황산) 자체는 유용하지 않으나, 염은 널리 사용된다.
아황산염은 일부 음식과 인체에서 자연스럽게 발생하는 물질이다. 이들은 규제를 받는 음식 첨가물로도 사용된다. 음식이나 음료에서 아황산염은 이산화 황과 함께 결합하기도 한다.

## 같이 보기
- 아황산
- 아황산 나트륨
- SO2−
4 황산염 이온
- SO2 이산화 황
- SO3 삼산화 황